# Фондо
Фондо (итал. Fondo) — коммуна в Италии, располагается в провинции Тренто области Трентино-Альто-Адидже.
Население составляет 1435 человек (2011 г.), плотность населения составляет 49 чел./км². Занимает площадь 30 км². Почтовый индекс — 38013. Телефонный код — 0463.
Покровителем коммуны почитается святитель Мартин Турский, празднование 11 ноября.

## Демография
Динамика населения:

## Администрация коммуны
- Официальный сайт: http://www.fondo.it/